# Кривцово (Московская область)
Кривцово — деревня в Московской области России. Входит в городской округ Солнечногорск.

## География
Деревня расположена на северо-западе Московской области, в западной части округа, примерно в 7 км к юго-западу от центра города Солнечногорска, с которым связана прямым автобусным сообщением, на правом берегу реки Истры, недалеко от Пятницкого шоссе Р111.
В деревне шесть улиц — Зоокомбинат, Истринская, Малиновая, Медведева дача, Огородная и Школьная. Ближайшие населённые пункты — деревни Ермолино, Меленки, Стегачёво и Обухово.

## Население
| 1852  | 1859  | 1890 | 1899 | 1926 | 1966 | 1998  |
| ----- | ----- | ---- | ---- | ---- | ---- | ----- |
| 157   | ↗199  | ↗300 | ↘180 | ↗203 | ↘135 | ↗2699 |
| 2002  | 2010  |      |      |      |      |       |
| ↘2179 | ↘2063 |      |      |      |      |       |

## История
Кривцово, деревня 1-го стана, Госуд. Имущ., 72 души м. п., 85 ж., 27 дворов, 63 версты от стол., 21 от уездн. гор., близ Волоколамского тракта.
— Нистрем К., Указатель селений и жителей уездов Московской губернии, 1852
В «Списке населённых мест» 1862 года — казённая деревня Клинского уезда по правую сторону Санкт-Петербурго-Московского шоссе, в 25 верстах от уездного города и 7 верстах от становой квартиры, при реке Истре, с 22 дворами и 199 жителями (96 мужчин, 103 женщины).
По данным на 1890 год — деревня Солнечногорской волости Клинского уезда с 300 душами населения.
В 1913 году — 29 дворов.
По материалам Всесоюзной переписи населения 1926 года — центр Кривцовского сельсовета Солнечногорской волости Клинского уезда на Пятницком шоссе, в 9,6 км от станции Подсолнечная Октябрьской железной дороги, проживало 203 жителя (90 мужчин, 113 женщин), насчитывалось 43 хозяйства, среди которых 39 крестьянских.
С 1929 года — населённый пункт в составе Солнечногорского района Московского округа Московской области. Постановлением ЦИК и СНК от 23 июля 1930 года округа как административно-территориальные единицы были ликвидированы.
1929—1930 гг. — центр Кривцовского сельсовета Солнечногорского района.
1930—1957, 1960—1963, 1965—1994 гг. — деревня Обуховского сельсовета Солнечногорского района.
1957—1960 гг. — деревня Обуховского сельсовета Химкинского района.
1963—1965 гг. — деревня Обуховского сельсовета Солнечногорского укрупнённого сельского района.
С 1994 до 2006 гг. деревня входила в Обуховский сельский округ Солнечногорского района.
С 2005 до 2019 гг. деревня была центром Кривцовского сельского поселения Солнечногорского муниципального района.
С 2019 года деревня входит в городской округ Солнечногорск, в рамках администрации которого относится с территориальному управлению Кривцовское.

## Инфраструктура
В Кривцово работали: Истро-Сенежское производственное птицеводческое объединение, молочно-перерабатывающий и колбасный цеха.Действуют: фельдшерско-акушерский пункт, почтовое отделение, дом культуры, средняя школа, детский сад, библиотека, стадион.

## Образование
- МБОУ Обуховская СОШ [22]
- МБДОУ Детский сад № 47